# Deione
Deione là một chi nhện trong họ Araneidae.